# Disco Demolition Night

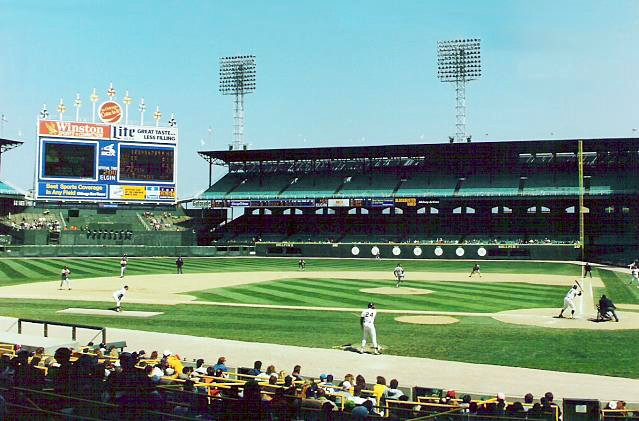
Comiskey Park, Ort der Disco Demolition Night

Die Disco Demolition Night war eine verunglückte Baseballwerbeaktion, die am 12. Juli 1979 im Comiskey Park in Chicago stattfand. Bei einem Doubleheader-Spiel der Chicago White Sox und der Detroit Tigers sprengte der Veranstalter als Höhepunkt der Veranstaltung zwischen den beiden Spielen eine Kiste mit Disco-Alben in die Luft. Viele Besucher waren nur wegen der angekündigten Sprengung gekommen und stürmten das Spielfeld nach der Explosion. Das Spielfeld wurde durch die Explosion und den nachfolgenden Platzsturm stark beschädigt, so dass das zweite Spiel abgesagt werden musste und die Detroit Tigers zu Siegern erklärt wurden.

## Hintergrund
Um das Jahr 1974 entwickelte sich die Discomusik aus einer Mischung von Funk, Phillysound und lateinamerikanischer Musik. Erste große Erfolge mit Discomusik feierten 1974 George McCrae mit Rock Your Baby und 1975 Carl Douglas mit Kung Fu Fighting.
Eine regelrechte Discowelle entstand in den Jahren nach 1977 durch den Film Saturday Night Fever mit John Travolta und der Musik der Bee Gees. Nachdem der kaum bekannte Rock-Radiosender WKTU-FM in New York zur Discomusik wechselte, wurde er 1978 zu einem der beliebtesten Sender des Landes. Andere Rock-Sender folgten diesem Beispiel und stellten auf Discomusik um.
Dies führte unter anderem dazu, dass der damals 24-jährige Rock-DJ Steve Dahl bei dem in Chicago beheimateten Radiosender WDAI entlassen wurde. Nachdem der Chicagoer Sender WLUP-FM, nach der Chicagoer Innenstadt auch The Loop genannt, ihn eingestellt hatte, gründete er The Insane Coho Lips, eine Anti-Disco-Bewegung. Diese war Teil einer größeren Gegenbewegung, die unter dem Motto Disco Sucks! ihre Abneigung gegenüber der Discomusik kundtat.
Diese Gegenbewegung wollte Mike Veeck, der Sohn des Chicago-White-Sox-Eigentümers Bill Veeck, für eine Werbeveranstaltung für das Baseballspiel nutzen. Inspiriert von Anti-Disco-Diskjockey Steve Dahl von WLUP-FM, der eine Disco-Gegenbewegung organisiert hatte und der im kleineren Umfang in Bars bereits Discoalben und -singles demoliert hatte, entwickelte Veeck die Idee, eine Holzkiste mit Discoplatten während einer Spielpause zur Explosion zu bringen.

## Hergang

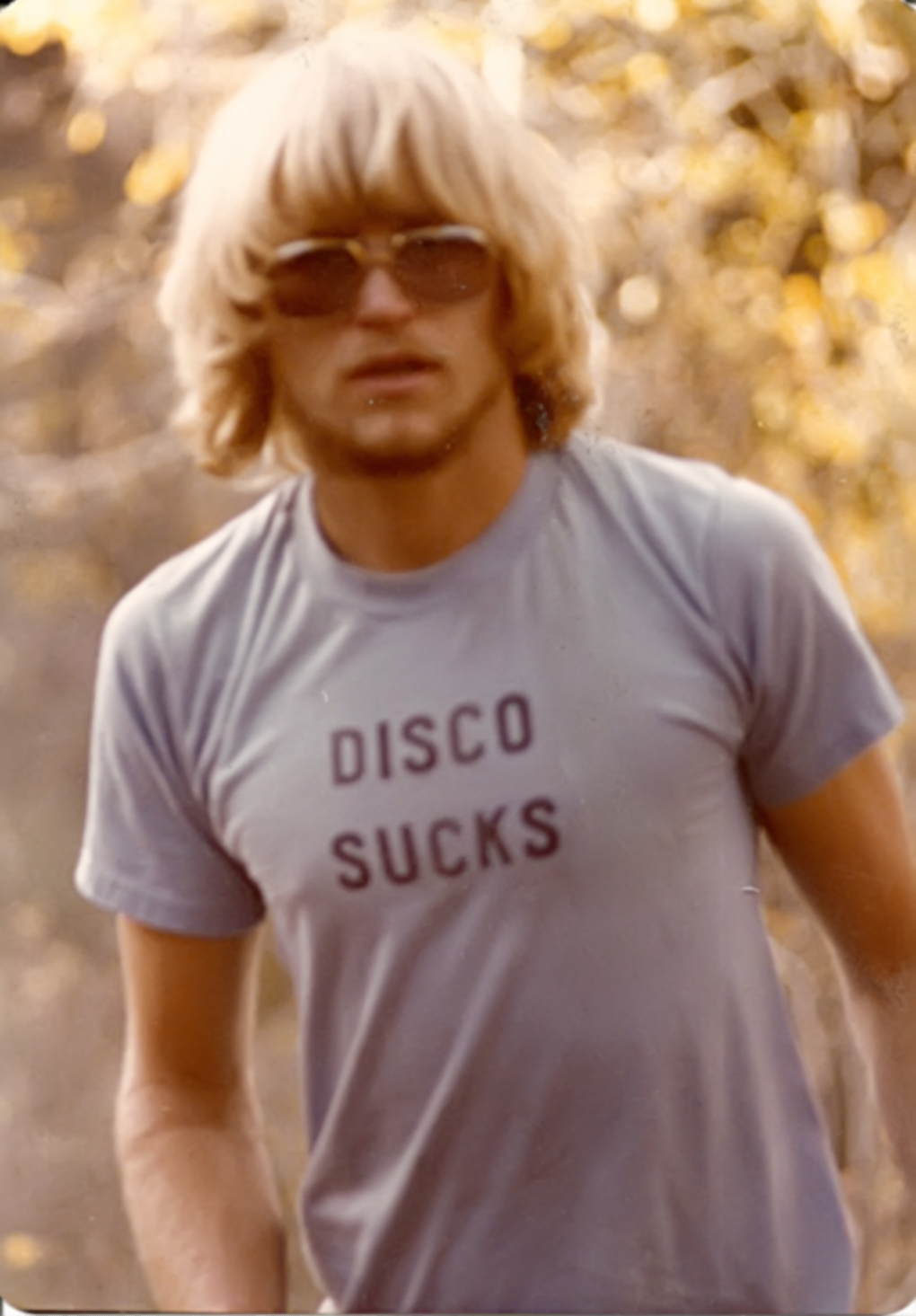
Mann mit Disco-Sucks-T-Shirt.

Es war geplant, dass jeder Besucher des Spiels, der eine Discoplatte mitbrachte, das Spiel für 0,98 US-Dollar besuchen konnte. Die 98 Cent standen für die Radiostation WLUP-FM, die sich auch FM98 nannte. Die Organisatoren erwarteten etwa 35.000 Besucher, etwa 15.000 Besucher mehr als üblicherweise zu den Spielen kamen. Stattdessen erschienen mehr als 60.000  Zuschauer, von denen etwa 20.000 nicht eingelassen wurden. Die Zuschauer erklommen teilweise mit Leitern und Stricken die Mauern um das Stadion, um zur Veranstaltung zu gelangen.
Die Organisatoren zogen alle Ordnungskräfte an den Eingängen zusammen, um des Zuschauerandrangs Herr zu werden. Kurz vor Spielbeginn gelang es den Ordnern, die Tore zum Stadion zu verschließen. Die Ordner sollten auch die Discoplatten einsammeln. Viele Zuschauer warfen die Platten schon während des ersten Spiels wie Frisbees von den Rängen. Die eingesammelten Platten wurden in eine große mit Explosivstoffen gefüllte Holzkiste gesteckt, die in der Mitte des Spielfeldes stand. Die Menge wurde von Dahl aufgeheizt.

“This is now officially the world's largest anti-disco rally! Now listen, we took all the disco records you brought tonight, we got 'em in a giant box, and we're gonna blow 'em up reeeeeeal goooood.”

„Dies ist nun offiziell die größte Anti-Disco-Kundgebung der Welt! Hört zu, wir haben alle Disco-Platten, die ihr heute Abend mitgebracht habt, die haben wir in einem riesigen Kasten gesteckt, und wir werden die wiiiiiirklich guuuuut in die Luft sprengen.“

Nachdem Dahl die Kiste zur Explosion gebracht hatte, stürmten etwa 5000 bis 7000 Zuschauer das Spielfeld und demolierten es. Durch die Explosion und den Platzsturm wurde der Platz unbespielbar. Die Zuschauer demolierten die Einrichtungen des Spielfelds wie den Batting Cage sowie den Rasen. Da die meisten Ordnungskräfte noch die Tore des Stadions bewachten, gab es so gut wie keinen Versuch, den Platzsturm zu verhindern.

## Reaktionen
Der Veranstalter, Mike Veeck, wurde für die Organisation stark kritisiert. Er verließ die White Sox 1980, kurz bevor sein Vater das Team verkaufte, und fand für viele Jahre keine Anstellung im Bereich des Baseballs. Viele Kritiker empfanden die Veranstaltung als rassistisch und homophob. Der Musiker und Produzent Nile Rodgers verglich die Veranstaltung mit der Bücherverbrennung durch die Nazis und machte die Disco Demolition Night für den nachlassenden kommerziellen Erfolg der von ihm produzierten Gruppe Chic verantwortlich. Der Musikkritiker des Rolling Stone sprach von ethnischer Säuberung.
Der Musiker und Produzent der Gruppe KC and the Sunshine Band, Harry Wayne Casey, glaubte nicht an einen rassistischen Hintergrund, nannte aber Steve Dahl einen Idioten. Dahl selbst wies die Vorwürfe zurück.